# سوليتير

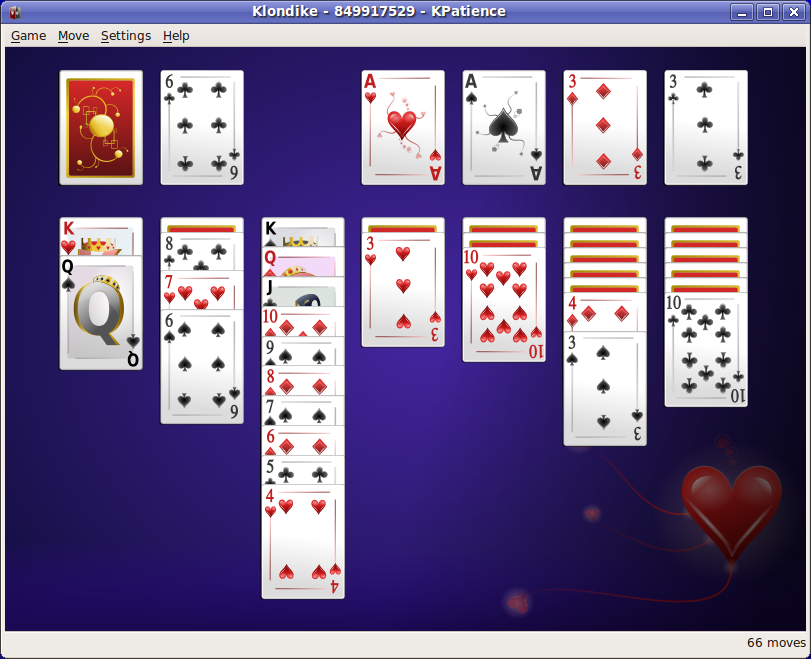
كلوندايك، إحدى أشهر أنواع لعبة السوليتير

السوليتير هي لعبة فردية، حيث لا وجود لتضارب مصالح حقيقية، لأن المصلحة الوحيدة هنا هي مصلحة اللاعب الفردي نفسه، وفي هذه اللعبة فإن الحظ أو الصدفة هو بنية اللعبة الأساسية وذلك اعتماداً على خلط الأوراق وعلى ما أمتلكه اللاعب من أوراق جيدة وزعت عليه عشوائياً. بالرغم من اهتمام نظرية الاحتمالات بالألعاب الفردية، إلا أنها لا تعتبر من المواضيع المحببة لدى نظرية الألعاب, حيث لا وجود لخصم يقوم باعتماد منهج مستقل ينافس به خيارات اللاعب.